# Phrurolithus pygmaeus
Phrurolithus pygmaeus là một loài nhện trong họ Phrurolithidae.
Loài này thuộc chi Phrurolithus. Phrurolithus pygmaeus được Tord Tamerlan Teodor Thorell miêu tả năm 1875.